# Олимпик Ним
Олимпик Ним (на френски: Nîmes Olympique) е френски футболен клуб от град Ним, департамент Гар, Лангедок-Русийон, Франция. СЪстезава се в Лига 2.

## История
Олимпик Ним е основан през 1937. Дебютира в Лига 1 през сезон 1950/51.

## Успехи
- Лига 1
  -  Вицешампион (4): 1958, 1959, 1960, 1972
- Лига 2:
  -  Шампион (1): 1949/50
  -  Вицешампион (3): 1968, 1991, 2018
- Купа на Франция
  -  Финалист (3): 1958, 1961, 1996
- Суперкупа на Франция
  -  Финалист (1): 1958

## Известни играчи
- Ерик Кантона
- Лоран Блан
- Вилфрид Нифлор
- Ги Демел